# Cray Y-MP

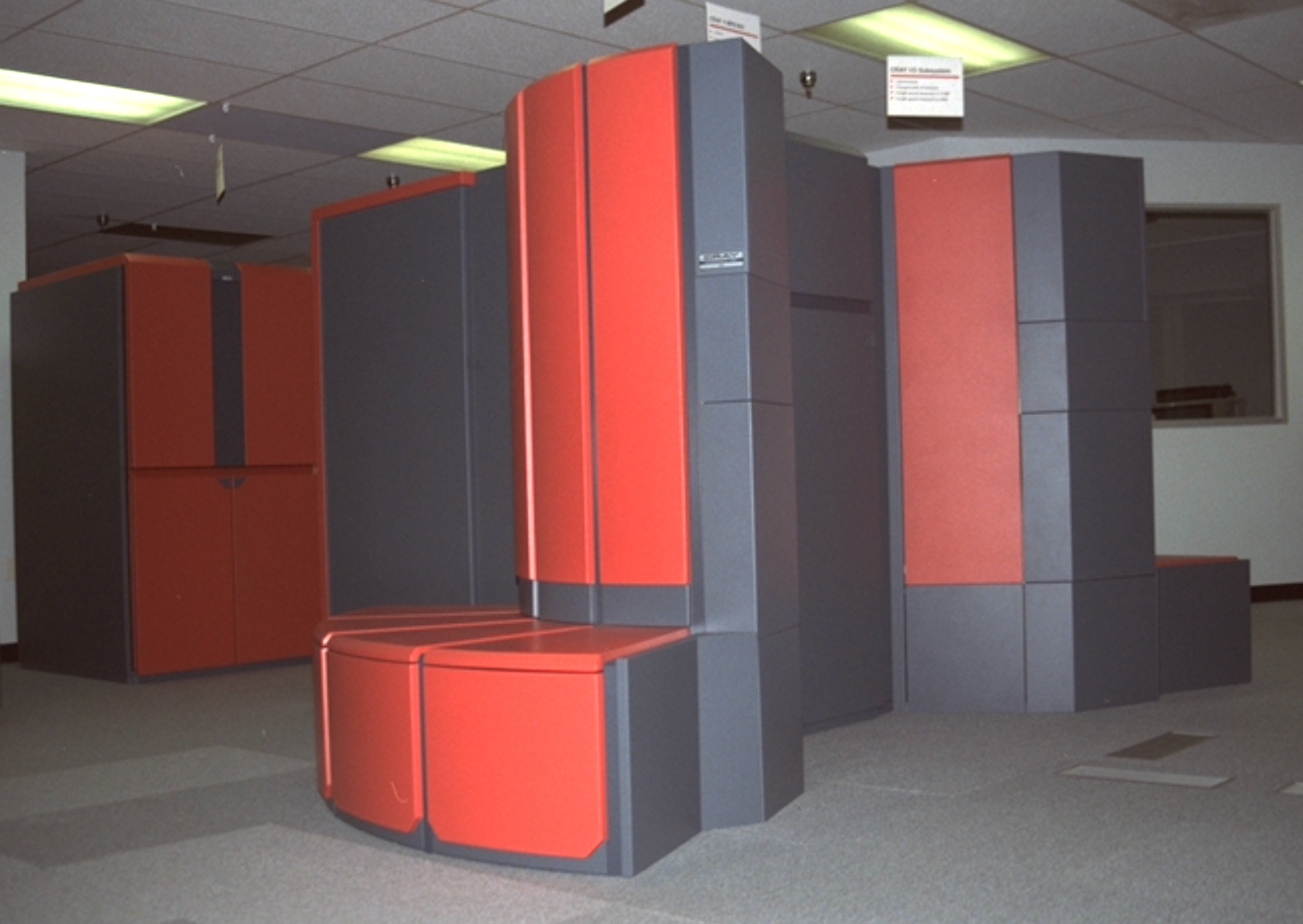
Cray Y-MP al NASA Center for Computational Sciences, GSFC

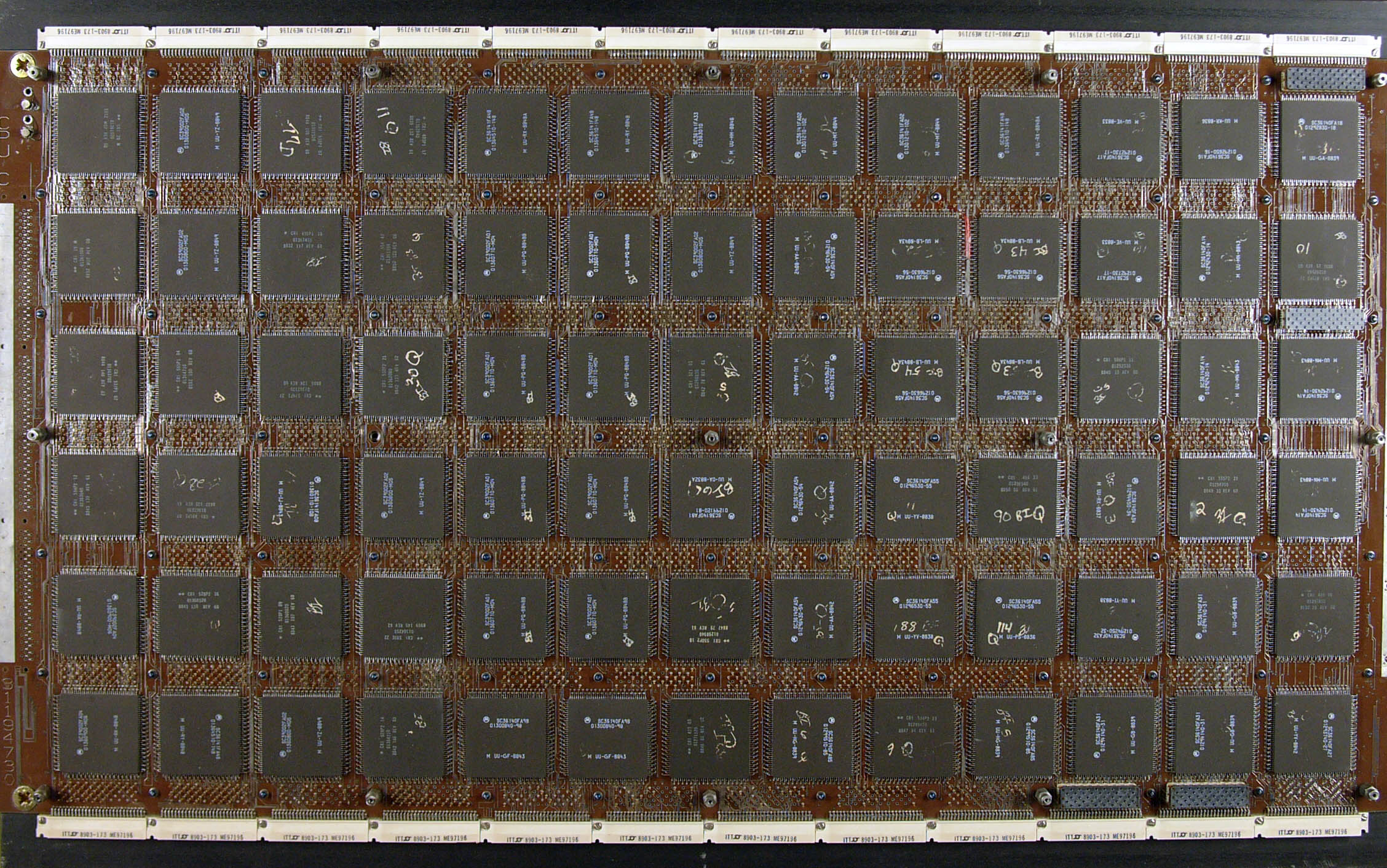
Scheda processore di un Cray Y-MP

Il Cray Y-MP era un supercomputer prodotto dalla Cray Research nel 1988 ed era il successore del X-MP. L'Y-Mp era compatibile con il software per X-MP ma gli indirizzi vennero estesi da 24 bit a 32 bit. Venne utilizzata una tecnologia VLSI ECL e un nuovo sistema di raffreddamento a liquido. L'Y-MP utilizzava il sistema operativo UNICOS.
L'Y-MP veniva equipaggiato con due, quattro o otto processori vettoriali con due unità funzionali per processore e un tempo di clock di 6 ns (167 MHz). Di picco ogni processore generava 333 MegaFLOPS. La memoria poteva essere 128, 356 o 512 MB di SRAM.
L'originario Y-MP (conosciuto anche come Y-MP Model D) venne inserito in chassis simile a quello dell'X-MP con l'aggiunta di cabinet aggiuntivi per contenere le schede CPU. L'insieme degli chassis formavano una figura a Y guardando dall'alto il sistema. Il sistema poteva venir configurato con uno o due Model D IOS (Input/Output Subsystems) e un disco opzionale allo stato solido da 256 MB fino a 4 GB di capacità.
Il modello D Y-MP venne superato nel 1990 dall'Y-MP Model E che rimpiazzò IOS Model D con IOS Model E che raddoppiava la velocità di I/O. Lo chassis a forma di Y venne sostituito da un cabinet rettangolare (con un cabinet opzionale per il sistema di raffreddamento per ogni chassis). La memoria RAM massima venne portata da 2 GB a 8 GB grazie al nuovo sistema IOS. Le varianti del Model E includevano l'Y-MP 2E, Y-MP 4E, Y-MP 8E e Y-MP 8I. Il modello I (I da Integrated) era una versione del modello 8E che invece di utilizzare due cabinet ne utilizzava uno solo. I modelli 2E e 4E erano disponibili con una seconda unità opzionale di raffreddamento ad aria.
Il modello Y-MP C90, conosciuto poi come Cray C90, fu prodotto nel 1991. Il C90 derivava dall'architettura del Cray Y-MP. Rispetto all'Y-MP il processore del C90 aveva una pipeline vettoriale doppia e un clock più rapido (4.1 ns o 244 MHz) che combinati permettevano al processore di triplicare le prestazioni del predecessore. Il massimo numero di processori gestiti dal sistema vennero raddoppiati portandoli a 16. La serie C90 utilizzava lo stesso Model E IOS (Input/Output Subsystem) e il sistema operativo UNICOS dei primi Y-MP Modello E
L'Y-MP M90 era una versione dotata di più memoria del Y-MP Model E introdotto nel 1992. Il modello rimpiazzò la memoria SRAM dell'Y-MP con DRAM, la memoria DRAM era più lenta della SRAM ma poteva venir integrata molto portando la memoria a 32 GB. Il modello Y-MP M90 era disponibile in configurazioni con due, quattro o otto processori (M92, M94 e M98). In seguito i modelli vennero chiamati serie M90.
Inoltre nel 1992 la Cray lanciò la versione ridotta Y-MP El (Entry Level). Il modello implementava l'architettura Y-MP con la tecnologia CMOS grazie al progetto S-2 sviluppato dalla SuperTek, ditta che Cray acquistò. Il modello EL era basato su raffreddamento ad aria e utilizzava un bus VMEbus per il sistema IOS. EL era disponibile in configurazione da uno a quattro processori (con prestazioni di picco di 133 MegaFLOPS) e con memoria DRAM da 32 MB a 1 GB. Il modello Y-MP EL venne sviluppato nella serie Cray EL90 (EL92, EL94 e EL98).